# بطولة العالم للاسكواش للرجال 1998
بطولة العالم للاسكواش للرجال 1998 هي النسخة الرجالية من بطولة العالم للاسكواش لعام 1998 والتي تعد بمثابة بطولة العالم الفردية للاعبي الاسكواش. عُقد الحدث في الدوحة في قطر في الفترة من 27 نوفمبر إلى 5 ديسمبر 1998. فاز جوناثان باور بأول لقب له في بطولة العالم المفتوحة، حيث تغلب على بيتر نيكول في المباراة النهائية.

## الترتيب
1. بيتر نيكول (النهائي)
2. جوناثان باور (البطل)
3. رودني إيلز (الدور الثاني)
4. اليكس غوف (الربع النهائي)
5. أحمد برادة (الربع النهائي)
6. بول جونسون (الدور الثالث)
7. أنتوني هيل (النصف النهائي)
8. سيمون بارك (الدور الثالث)
9. مارك تشالونر (الدور الأول)
10. كريس ووكر (الدور الثالث)
11. دان جينسين (الدور الثاني)
12. مارك كيرنز (الدور الثاني)
13. ديل هاريس (الدور الثالث)
14. بيرون ديفيس (الدور الثاني)
15. غراهام ريدينغ (الدور الثالث)
16. ديريك ريان (الدور الأول)